# Jake Speed
Jake Speed (conocida en español como Jake Speed: La aventura de África en España, Jake Speed: La nueva leyenda en México, y Jake Speed: En busca de la chica perdida en Argentina) es una película de comedia de aventuras y acción estadounidense de 1986 dirigida y producida por Andrew Lane, con Wayne Crawford y William Fay. Fue escrita por Lane y Crawford, y protagonizada por Crawford en el papel principal, junto a Dennis Christopher, Karen Kopins y John Hurt.

## Trama
En París, una niña llamada Maureen Winston (Becca C. Ashley) es secuestrada por dos hombres. Mientras su familia reza por su regreso a salvo, el padre de Maureen culpa a su hermana Margaret (Karen Kopins), ya que ella la convenció de ir a ver el mundo. Sin embargo, el abuelo de Margaret (Leon Ames) tiene una idea: llamar a Jake Speed (Wayne Crawford) para que vaya a rescatarla. Existe un problema: Jake Speed es un personaje de una serie de novelas pulp fiction al estilo de la década de 1940.
Sin embargo, Jake Speed existe, como descubre Margaret, cuando le deja una nota para que se reúna con él y su compañero, Desmond Floyd (Dennis Christopher), en un bar de París. Las novelas, como descubre Margaret, se basan en las aventuras de la vida real de Jake y Des, y trabajan por nada, viendo la acción y la emoción (y producir otra novela) como su recompensa.
Jake revela que Maureen fue secuestrada por traficantes de blancas y está detenida en un país africano. Jake, Des y Margaret vuelan a la nación, que se encuentra en medio de una guerra civil, para rescatarla. Muchos giros y vueltas después, se revela que el archienemigo de Jake, el malvado, pervertido y asesino inglés Sid (John Hurt), está detrás del ring, y pronto, Margaret se convierte en parte de él. Jake y Des ahora deben rescatar tanto a Maureen como a Margaret, detener a Sid y ayudar a las chicas a salir de una pieza, mientras se enfrentan a facciones en guerra, fosos de leones y helicópteros que disparan ametralladoras.

## Reparto
- Wayne Crawford como Jake Speed.
- Dennis Christopher como Desmond Floyd.
- Karen Kopins como Margaret Winston.
- John Hurt como Sid.
- Leon Ames como Pop Winston.
- Roy London como Maurice.
- Donna Pescow como Wendy.
- Barry Primus como Lawrence.
- Monte Markham como Sr. Winston.
- Millie Perkins como Sra. Winston.
- Ian Yule como Bill Smith.

## Producción
El rodaje tuvo lugar en Sherman Oaks, California; París, Francia; y en Zimbabue. La película fue producida por New World Pictures en asociación con Balcor Film Investors y Force Ten Productions. Fue la primera producción de Force Ten desde Paradise Alley de 1978.

## Banda sonora
Una banda sonora de la música del compositor Mark Snow fue lanzada en LP solo por Varèse Sarabande en 1986. Fue reeditado en disco compacto por Buysoundtrax en 2009 en una edición limitada de 1000 copias.

## Novelización
Una novelización, escrita bajo el seudónimo de Reno Melon, el seudónimo de Jake y Des, fue publicada el 1 de junio de 1986 por Gold Eagle/Harlequin (ISBN 0-373-62102-7).

## Respuesta crítica
Alex Stewart hizo una reseña de Jake Speed para White Dwarf # 83 y afirmó que «hasta que aparece John Hurt, divirtiéndose siendo un villano sórdido, el elenco se queda sin saber qué decirse. El resultado es sin duda la película caper más aburrida y menos rápida de la historia».
La película tiene una calificación del 48% en Rotten Tomatoes.